# Jaime Chavín
Jaime Carlos Chavín (Concepción del Uruguay, 25 luglio 1899 – Buenos Aires, 20 luglio 1971) è stato un calciatore argentino, di ruolo centrocampista.

## Biografia
Aveva tre fratelli e un cugino che, come lui, erano calciatori: i fratelli erano Carlos (1907-1977), José e Samuel; il cugino era Teodoro. Era soprannominato el rusito del pañuelito blanco (il piccolo russo con il fazzoletto bianco) per via della sua abitudine di tenere un fazzoletto nei pantaloni.

## Caratteristiche tecniche
Giocava come ala sinistra.

## Carriera

### Club
Nel 1916 passò dalla formazione riserve alla prima squadra dell'Huracán. Al suo primo torneo con la maglia del club, a 17 anni, giocò 10 partite, segnando 2 reti. L'anno seguente ebbe maggiori opportunità di giocare, e fu schierato in 26 occasioni; le reti furono 3. Tra il 1918 e il 1919 ottenne altre 28 presenze, e segnò 4 gol (2 in ciascuna annata); nel 1920 passò al River Plate, trasferendosi dal campionato della Asociación Argentina de Football a quella della Asociación Amateurs de Football. Alla sua prima stagione con il club dalla banda rossa fu campione della Primera División; tornò poi all'Huracán nel 1921, trovando spazio in 4 gare. Tornato al River Plate l'anno seguente, colse il secondo posto nella Primera División 1922. Nel 1923 lasciò la massima serie per passare al San Telmo, in seconda divisione: lì trascorse tre stagioni, tornando poi alla prima divisione nel 1926, con l'Argentino de Quilmes. Con tale squadra, però, non scese mai in campo durante la Copa Campeonato 1926.

### Nazionale
Convocato al Sudamericano 1917, non fu mai utilizzato nel corso del torneo. Esordì in Nazionale il 18 luglio 1918 a Montevideo contro l'Uruguay, disputando il Gran Premio de Honor Uruguayo. Il 19 ottobre 1919 segnò la sua unica rete in Nazionale, al 74º minuto della gara contro l'Uruguay a Buenos Aires, in occasione del Gran Premio de Honor Argentino. Fu convocato al Sudamericano 1921 a Buenos Aires: giocò solo il 2 ottobre contro il Brasile all'Estadio Iriarte y Luzuriaga.

## Statistiche

### Cronologia presenze e reti in Nazionale
| Cronologia completa delle presenze e delle reti in nazionale ― Argentina | Cronologia completa delle presenze e delle reti in nazionale ― Argentina | Cronologia completa delle presenze e delle reti in nazionale ― Argentina | Cronologia completa delle presenze e delle reti in nazionale ― Argentina | Cronologia completa delle presenze e delle reti in nazionale ― Argentina | Cronologia completa delle presenze e delle reti in nazionale ― Argentina | Cronologia completa delle presenze e delle reti in nazionale ― Argentina | Cronologia completa delle presenze e delle reti in nazionale ― Argentina |
| Data                                                                     | Città                                                                    | In casa                                                                  | Risultato                                                                | Ospiti                                                                   | Competizione                                                             | Reti                                                                     | Note                                                                     |
| ------------------------------------------------------------------------ | ------------------------------------------------------------------------ | ------------------------------------------------------------------------ | ------------------------------------------------------------------------ | ------------------------------------------------------------------------ | ------------------------------------------------------------------------ | ------------------------------------------------------------------------ | ------------------------------------------------------------------------ |
| 18/07/1918                                                               | Montevideo                                                               | Uruguay                                                                  | 1 – 1                                                                    | Argentina                                                                | Gran Premio de Honor Uruguayo                                            | 0                                                                        |                                                                          |
| 19/10/1919                                                               | Buenos Aires                                                             | Argentina                                                                | 6 – 1                                                                    | Uruguay                                                                  | Gran Premio de Honor Argentino                                           | 1                                                                        |                                                                          |
| 07/12/1919                                                               | Montevideo                                                               | Uruguay                                                                  | 4 – 2                                                                    | Argentina                                                                | Trofeo Circular                                                          | 0                                                                        |                                                                          |
| 02/10/1921                                                               | Buenos Aires                                                             | Argentina                                                                | 1 – 0                                                                    | Brasile                                                                  | Campeonato Sudamericano de Football                                      | 0                                                                        |                                                                          |
| Totale                                                                   |                                                                          | Presenze                                                                 | 4                                                                        |                                                                          | Reti                                                                     | 1                                                                        |                                                                          |

## Palmarès

### Club

#### Competizioni nazionali
- Primera División (AAm): 1

River Plate: 1920
- Copa Campeonato: 1

Huracán: 1921

### Nazionale
- Campeonato Sudamericano de Football: 1

Argentina 1921